# Lustro (tecnica)

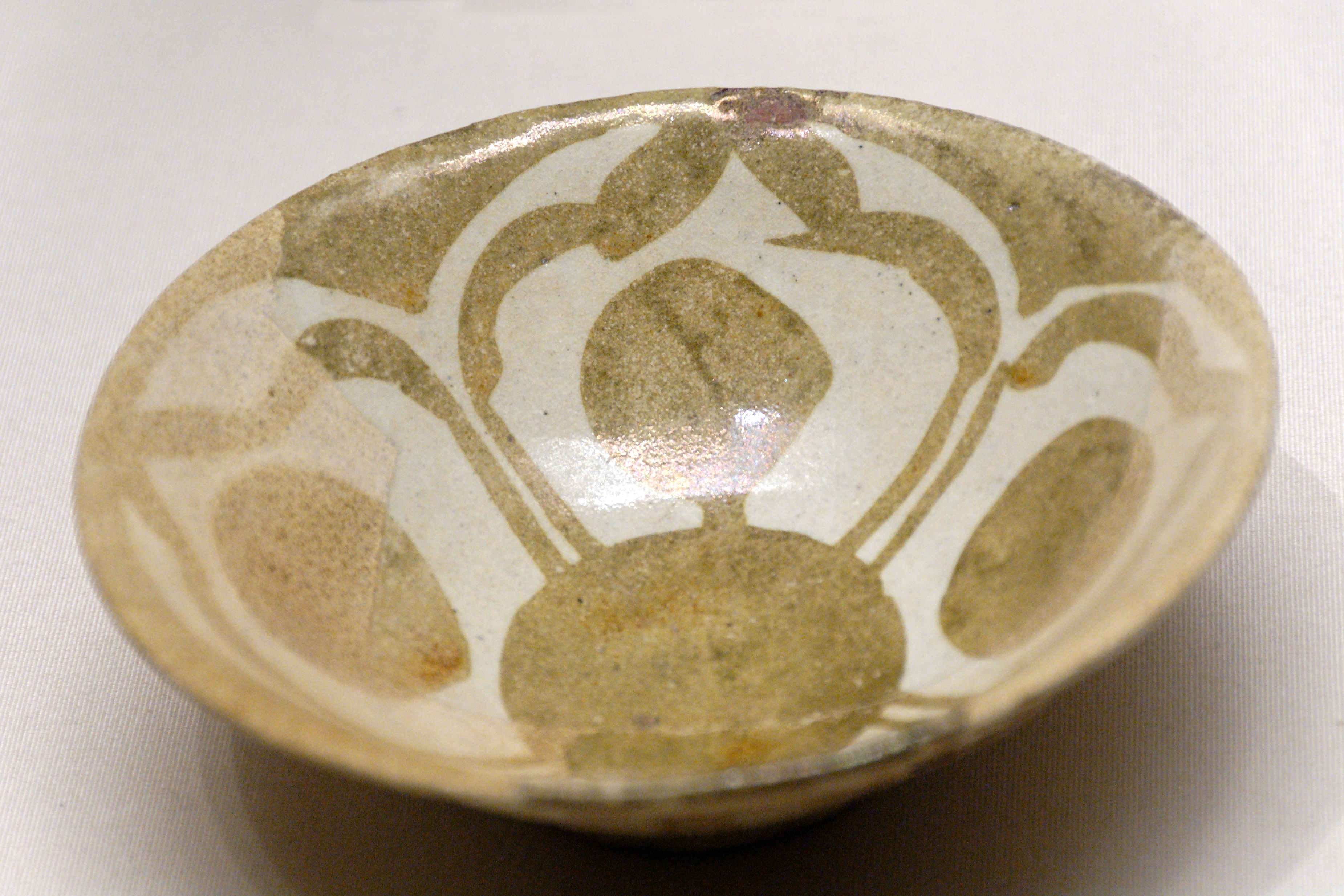
Coppa di terracotta con lustro, da Susa, Iran, X secolo

Il lustro è una particolare tecnica decorativa che consente di ottenere un tono metallico con sfumature cangianti o iridescenti.
Il procedimento è particolarmente sofisticato e venne acquisito dalla lavorazione della ceramica, nella seconda metà del XV secolo, quasi certamente attraverso la mediazione dei lustri ispano-moreschi provenienti dalla Spagna attraverso il porto intermedio di Maiorca, da cui prese il nome di maiolica.
Grazie all'applicazione di speciali impasti e ad una complessa tecnica di cottura, gli effetti iridescenti dai toni dorati e rossastri si aggiungevano sugli smalti bianchi negli spazi riservati dai contorni tracciati generalmente in blu.
Tra i principali elementi chimici utili a questa tecnica troviamo l'ossalato di argento, il nitrato di argento, l'ossido di rame, il solfuro di rame ed altri ossidi diluiti in creta e aceto. Dopo almeno quattro ore di cottura a 620 °C vengono inseriti nel forno dei legni essiccati o delle pigne di pino, di modo che la loro combustione tolga ossigeno e umidità dall'interno della camera di cottura. Il risultato è inizialmente invisibile perché coperto dalla creta asciutta presente nella soluzione. Levigando con un panno, grazie anche all'azione abrasiva delle particelle di creta, si ottiene l'effetto metallico caratteristico.

## Processo
Nel processo classico per fare lustro, una preparazione di sali metallici di rame o argento, mescolati con aceto, ocra e argilla viene applicata sulla superficie di un pezzo che è già stato cotto e smaltato. La pentola viene quindi nuovamente cotta in forno ad atmosfera riducente, a circa 600 °C. I sali sono ridotti a metalli e si fondono in nanoparticelle. Queste particelle conferiscono al secondo smalto un aspetto metallico.

## Storia

### Origini
La decorazione a lustro è stata utilizzata per la prima volta come tecnica di pittura su vetro. Mentre alcuni studiosi vedono questa come un'invenzione puramente islamica originaria di Al-Fustat, la maggior parte colloca le origini della decorazione a lustro nell'Egitto romano e copto durante i secoli precedenti l'ascesa dell'Islam. I vasi di vetro colorato con pigmenti di rame e argento erano conosciuti intorno al 3º secolo d.C., anche se la vera tecnologia del lustro probabilmente iniziò tra il 4° e l'VIII secolo d.C.
Un frammento di vetro a lustro proveniente da Al-Fustat è datato al 779-780, e una ciotola fu realizzata a Damasco tra il 718 e l'814. Il lustro è stato utilizzato nel vetro islamico solo brevemente e non si è mai diffuso ad altre aree come faceva il lustro sulla ceramica. Una tecnica simile è stata utilizzata per realizzare vetri Art Nouveau.

### Mesopotamia
La prima ceramica a lustro fu probabilmente realizzata sotto il califfato abbaside nell'Iraq moderno all'inizio del IX secolo, intorno a Baghdad, Bassora e Kufa. La maggior parte dei pezzi erano piccole ciotole, larghe fino a circa 16 cm, ma sono stati trovati frammenti di vasi più grandi, soprattutto presso le rovine del palazzo del Califfo a Samarra ea Fustat (l'attuale Cairo). Frammenti sono stati trovati fino alla Spagna, al Nord Africa e al Pakistan. A differenza della grande maggioranza dei lustri successivi, questi primissimi pezzi utilizzavano tre o quattro diversi colori di lucentezza, da composti di argento e rame.

### Egitto fatimide
Secondo Alan Caiger-Smith (vasaio e scrittore britannico di ceramiche, Buenos Aires, 1930 – 2020), la corte fatimide in Egitto era grande, ricca e stravagante, producendo uno dei grandi periodi per il lustro, che all'epoca era l'unico tipo di ceramica di lusso. La terracotta usata era "fatta con argille grossolane" e per lo più "di fattura abbastanza grossolana", ma la migliore pittura era molto fine, e nel maturo stile fatimide, caratterizzata da "straordinaria vivacità". I pittori potrebbero aver acquistato vasi smaltati standard realizzati da altri. La decorazione era molto varia, riflettendo in parte il mix di influenze della precedente tradizione mesopotamica e le origini stesse dei Fatimidi in Occidente, in Nord Africa e in Sicilia, nonché l'esistenza di una serie di laboratori.

### Persia
Gran parte della produzione persiana di lustri era sotto forma di piastrelle, solitamente a forma di stella, con figure centrali di animali o umane, per lo più singole o in coppia, e ornamenti attorno ai bordi e talvolta iscrizioni. Una stella a otto punte era la norma, composta in effetti da due rettangoli con uno ruotato, ma sono comuni anche stelle a sei punte. Questi mancavano di un'ampia area centrale e contenevano solo ornamenti o un numero di piccole figure, di solito uccelli di animali. Si trovano anche piastrelle quadrate e altre forme. Le piastrelle sono state prodotte in gran numero (e cementate alle pareti sono sopravvissute meglio dei vasi in uso), e kashi o kashani "divenne la comune parola persiana per una piastrella". L'estetica di solito combinava la pittura sottosmalto blu cobalto con la lucentezza dello smalto. 

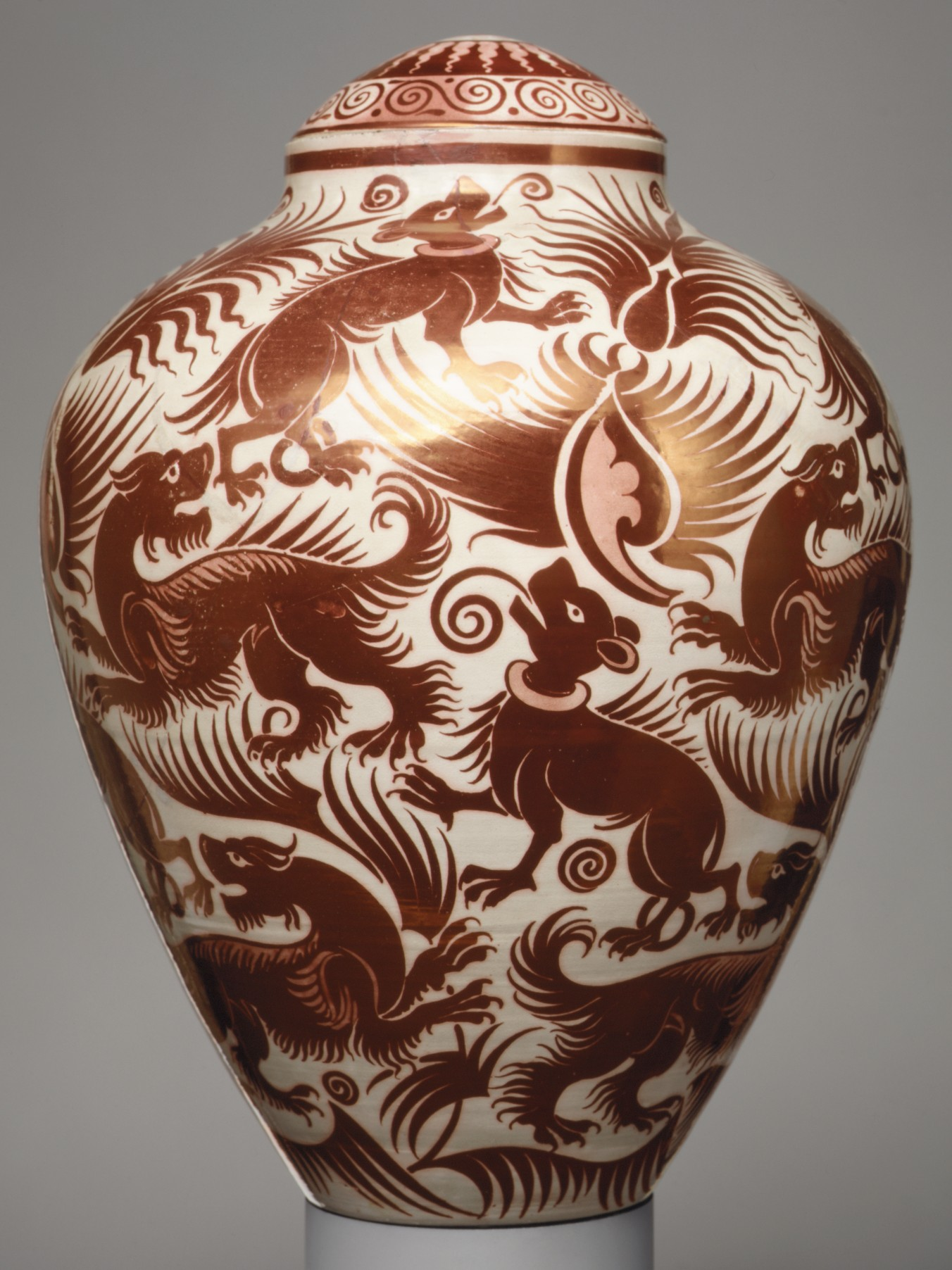
Vaso di William de Morgan, 1888-98

### Siria
Come in Persia, il lustro inizia con la diffusione dei pittori ceramisti egizi intorno al 1170. Lo stile pittorico continua a sviluppare stili e soggetti fatimidi, mentre il corpo in argilla e le forme dei vasi sono diversi, suggerendo che i ceramisti locali lavorassero con pittori immigrati. Questo primo tipo è noto come Tell Minis, dal sito in cui sono stati scavati per la prima volta (ma non necessariamente dove sono stati realizzati). Iniziano verso la fine del regno di Nur ad-Din di Aleppo e la corte potrebbe aver deliberatamente promosso il raduno degli artigiani, forse inclusi alcuni dalla Persia. I disegni sono "composizioni fluide per lo più dipinte liberamente basate su temi di buon auspicio: volti solari, pesci, lune crescenti, figure di cortigiani" e altri ancora.

### Età moderna
Il lustro divenne popolare nella ceramica dello Staffordshire durante il 19 ° secolo, dove fu utilizzato anche da Wedgwood, che introdusse il lustro rosa e bianco che simulavano effetti di madreperla in piatti e ciotole fuse a forma di conchiglie e lustro d'argento, introdotto nel 1805 Nel 1810 Peter Warburton della fabbrica di porcellane di New Hall brevettò un metodo di stampa in oro e argento lustro. Il lustro di Sunderland nel nord-est è rinomato per il suo lustro rosa screziato ed è stato prodotto anche a Leeds, nello Yorkshire, dove la tecnica potrebbe essere stata introdotta da Thomas Lakin.
I lustri Wedgwood realizzati negli anni '20 dell'Ottocento hanno generato la produzione di grandi quantità di lustri in rame e argento in Inghilterra e Galles. Sono stati creati anche motivi in rilievo e multicolori raffiguranti scene pastorali e talvolta la sabbia è stata incorporata nello smalto per aggiungere consistenza.
Grandi brocche con scene commemorative stampate sembrano essere arrivate intorno alla metà del XIX secolo. Queste erano puramente decorative e oggi hanno prezzi elevati a causa della loro rilevanza storica. La delicata lucentezza che imita la madreperla è stata prodotta a Wedgwood e a Belleek a metà del secolo, derivata dal nitrato di bismuto.
Sotto l'impulso del Movimento Estetico, William de Morgan fece rivivere oggetti di lustro nella ceramica artistica, attingendo da maioliche lucenti e articoli ispano-moreschi, con disegni raffinati e audaci.

## Galleria d'immagini

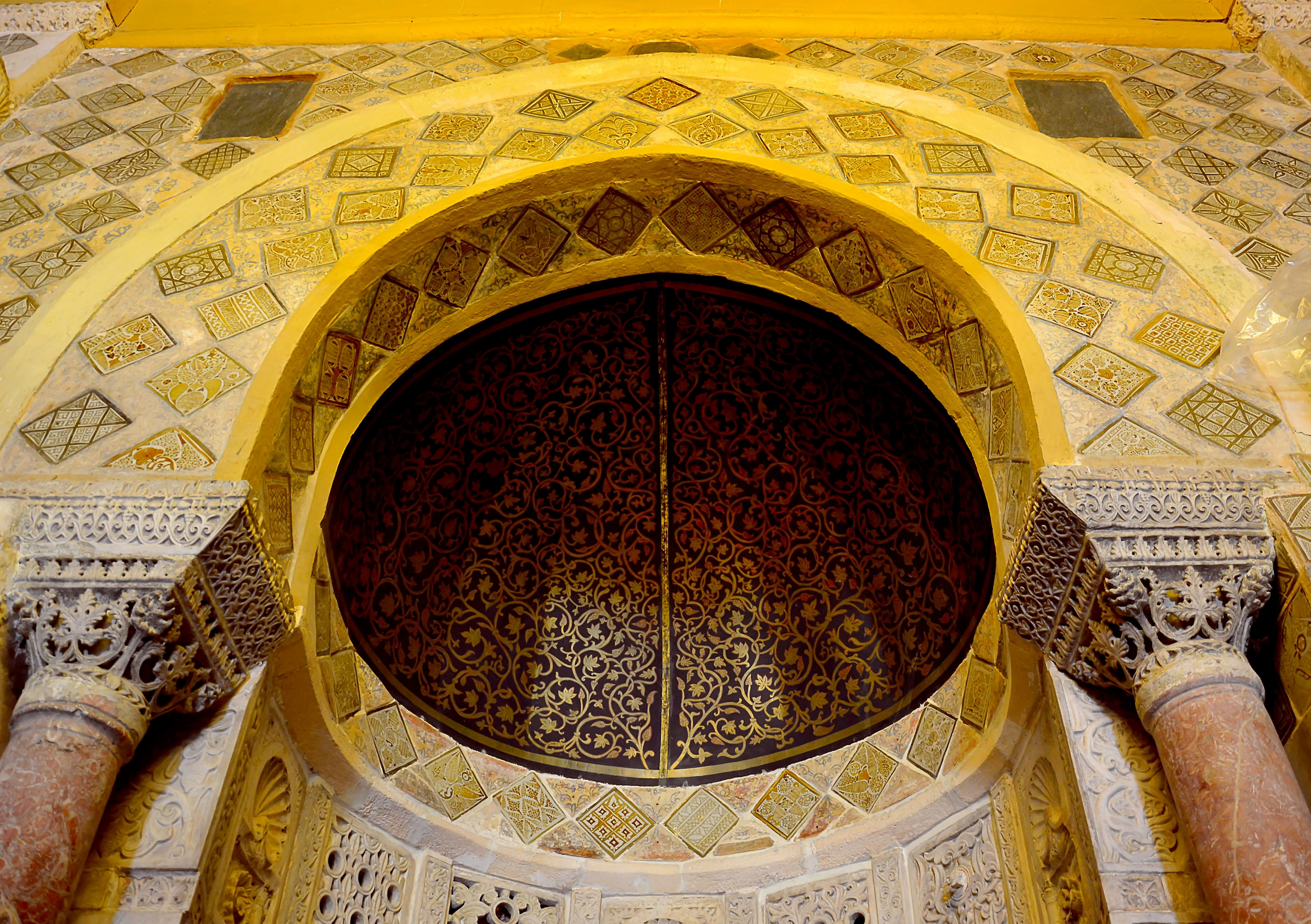
Mihrab con piastrelle a lustro del IX secolo, Moschea di Uqba (o Grande Moschea di Kairouan), Tunisia.
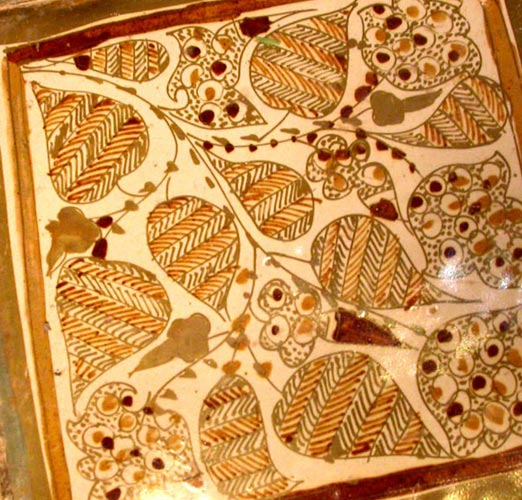
Tegola singola del Kairouan mihrab
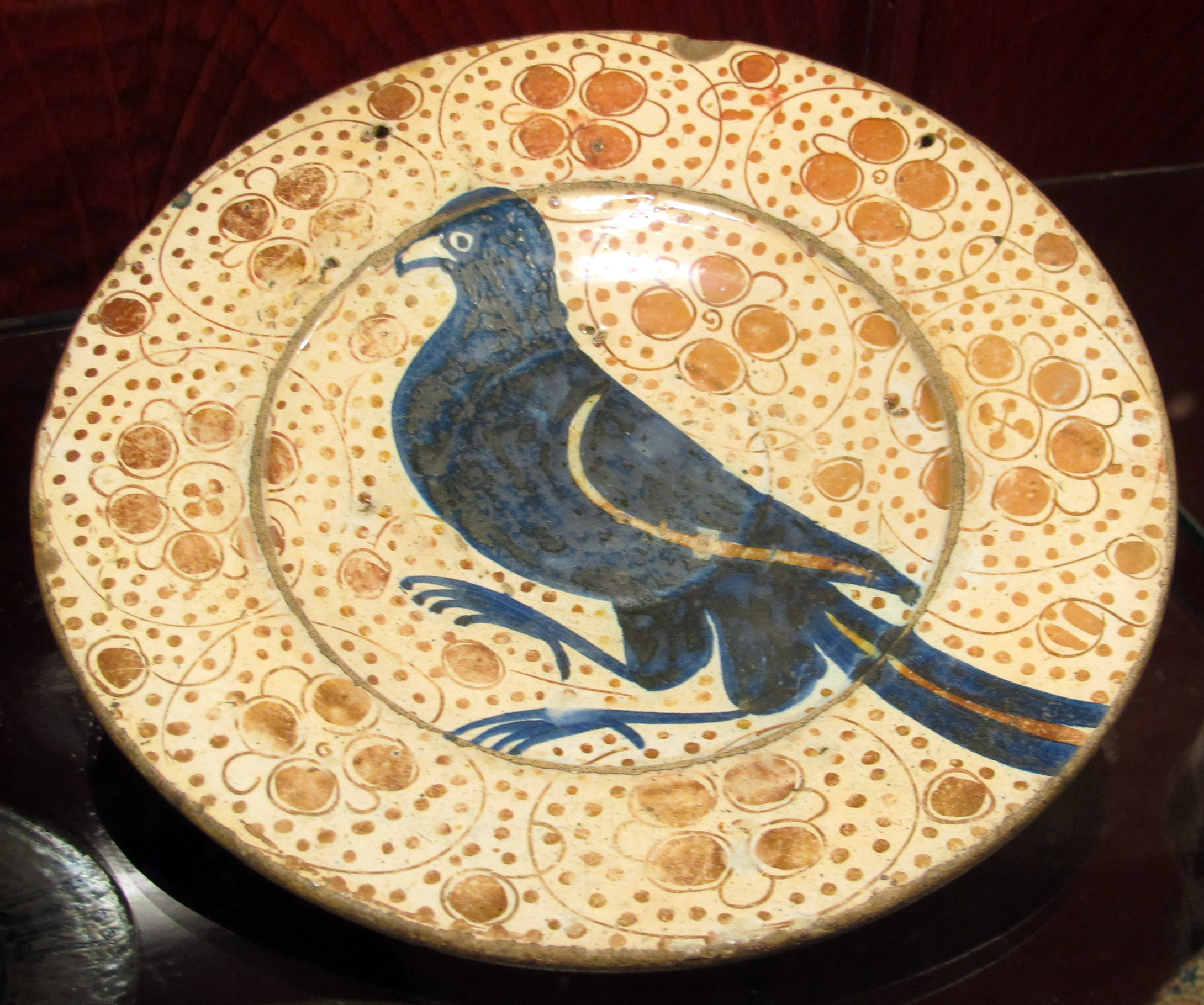
Piatto ispano- moresco, Manises, 1400-60
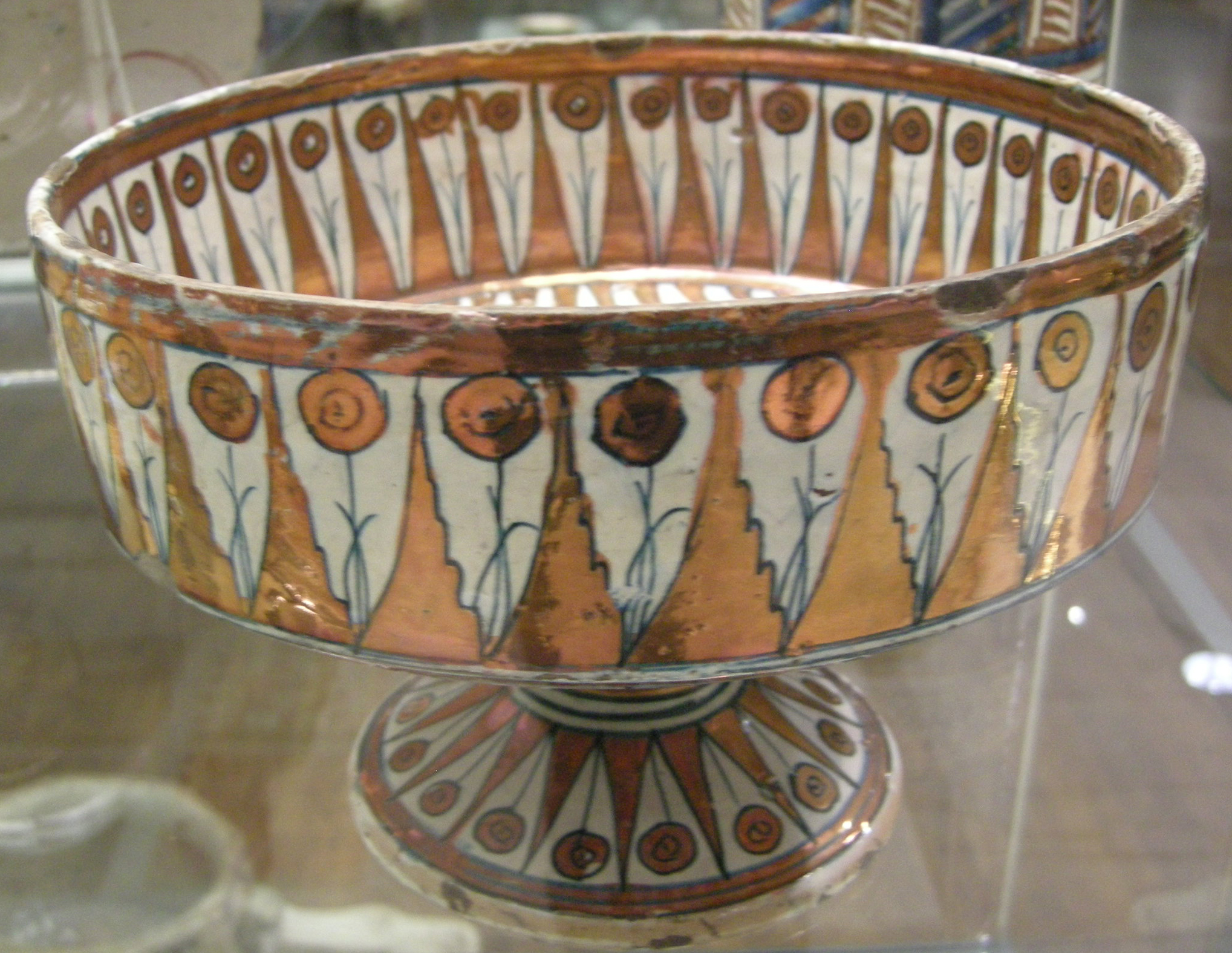
Ciotola ispano-moresca, Andalusia, 1500-1550
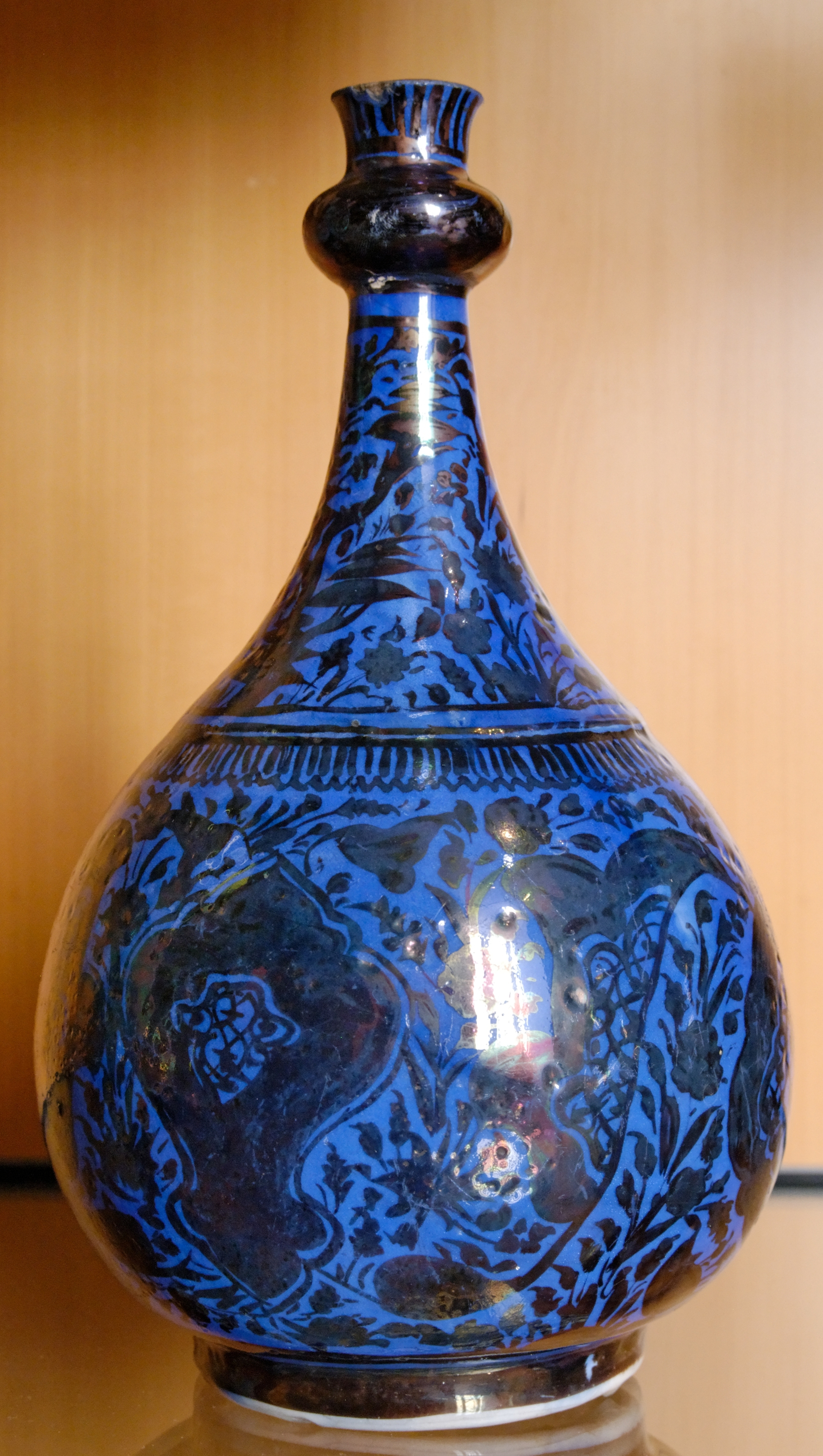
Brocca da vino safavide, Iran, seconda metà del XVII secolo.
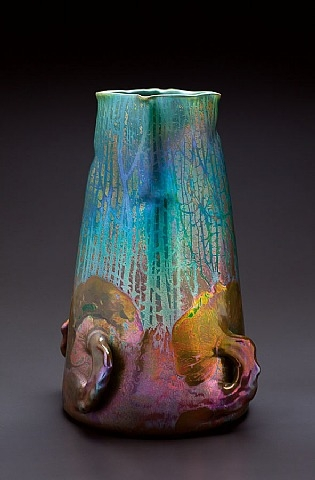
Vaso di Clement Massier, 1900 circa